# 徐晦
徐 晦（じょ かい、生年不詳 - 838年）は、唐代の官僚。字は大章。

## 経歴
進士に及第し、賢良方正科に登第し、櫟陽県尉に任じられ、いずれも楊憑からの推薦を受けた。楊憑が罪を得て臨賀県尉に左遷されることとなり、親しい者も見送ろうとしなかったが、徐晦はひとり藍田県まで見送って送別した。このためもと宰相の権徳輿や御史中丞の李夷簡に称賛された。殿中侍御史・尚書郎を歴任し、晋州刺史として出向した。入朝して中書舎人に任じられた。宝暦元年（825年）、福建観察使として出向した。宝暦2年（826年）、入朝して工部侍郎となり、同州刺史として出され、御史中丞を兼ねた。大和4年（830年）、召還されて兵部侍郎に任じられた。大和5年（831年）、太子賓客となり、東都を分司した。徐晦は性格が剛直で、世間におもねらず、官にあっては正道を守った。ただ酒を楽しむこと度が過ぎ、晩年に喪が明けてからは、久しく病のため再起できなかった。礼部尚書として致仕した。開成3年（838年）3月、死去した。兵部尚書の位を追贈された。

## 伝記資料
- 『旧唐書』巻165 列伝第115
- 『新唐書』巻160 列伝第85